# Sibine rollans
Sibine rollans är en fjärilsart som beskrevs av Dyar 1927. Sibine rollans ingår i släktet Sibine och familjen snigelspinnare. Inga underarter finns listade i Catalogue of Life.